# Міністр освіти і релігії Греції
Міністр освіти і релігії Греції (грец. Υπουργός Εθνικής Παιδείας και Θρησκευμάτων) — очільник Міністерства освіти та релігії Греції. 2009 року після перемоги партії ПАСОК на парламентських виборах посада перейменована на Міністр освіти, безперервної освіти і релігії Греції (грец. Υπουργός Παιδείας, Δια Βίου Μάθησης και Θρησκευμάτων). Чинний міністр — Георгіос Бабініотіс.
2010 року Анна Діамантопулу оголосила про поступове впровадження радикальних реформ у галузі освіти, покликаних сприяти відкритості та інтернаціоналізації вищих навчальних закладів, розширити можливості учнівського та студентського самоуправління. Крім того до навчального 2013-2014 року планується відкрити перші школи подовженого дня та онлайнові школи.
Іншим пріоритетним напрямком своїх діяльності міністр назвала призупинення відтоку науковців з Греції та повернення мігрантів на батьківщину. Для цього міністерство готове фінансувати їхні докторські програми, але з умовою повернення грецьких дослідників до Греції. Крім того в країні створюється фонд інноваційних ідей молодих грецьких вчених. Оскільки за деякими міністерства, приблизно від 3500 до 4000 греків-науковців працюють у закордонних університетах і дослідницьких центрах.
21 червня 2012 року міністерство було приєднано до Міністерства культури. Відтак тепер воно іменується Міністерство освіти, релігії, культури і спорту.

## Список міністрів освіти і релігії Греції
| Ім'я                          | Початок повноважень | Кінець повноважень | Партія          |
| ----------------------------- | ------------------- | ------------------ | --------------- |
| Ніколаос Лурос                | 24 липня 1974       | 21 листопада 1974  | Нова Демократія |
| Панайотіс Зепос               | листопад 1974       | вересень 1976      | Нова Демократія |
| Георгіос Ралліс               | липень 1976         | листопад 1977      | Нова Демократія |
| Іоанніс Варвіціотіс           | листопад 1977       | жовтень 1981       | Нова Демократія |
| Елефтеріос Верівакіс          | 21 жовтня 1981      | 5 липня 1982       | ПАСОК           |
| Апостолос Какламаніс          | 5 липня 1982        | 25 квітня 1986     | ПАСОК           |
| Антоніс Тріціс                | 25 квітня 1986      | 9 травня 1988      | ПАСОК           |
| Апостолос Какламаніс          | 9 травня 1988       | 22 червня 1988     | ПАСОК           |
| Йоргос Папандреу (1-й термін) | 22 червня 1988      | 2 липня 1989       | ПАСОК           |
| Вісиліос Контояннопулос       | 2 липня 1989        | 12 жовтня 1989     | Нова Демократія |
| Константінос Деспотопулос     | 12 жовтня 1989      | 23 листопада 1989  | проміжний       |
| Костас Сімітіс                | 23 листопада 1989   | 13 лютого 1990     | ПАСОК           |
| Константінос Деспотопулос     | 13 лютого 1990      | 11 квітня 1990     | проміжний       |
| Вісиліос Контояннопулос       | 11 квітня 1990      | 10 січня 1991      | Нова Демократія |
| Георгіос Суфліас              | 10 січня 1991       | 13 жовтня 1993     | Нова Демократія |
| Дімітріос Фатурос             | 13 жовтня 1993      | 8 липня 1994       | Нова Демократія |
| Йоргос Папандреу (2-й термін) | 8 липня 1994        | 25 вересня 1996    | ПАСОК           |
| Герасімос Арсеніс             | 25 вересня 1996     | 13 квітня 2000     | ПАСОК           |
| Петрос Ефтиміу                | 13 квітня 2000      | 10 березня 2004    | ПАСОК           |
| Маріетта Яннаку               | 10 березня 2004     | 19 вересня 2007    | Нова Демократія |
| Евріпідіс Стиліанідіс         | 19 вересня 2007     | 8 січня 2009       | Нова Демократія |
| Аріс Спіліотопулос            | 8 січня 2009        | 7 жовтня 2009      | Нова Демократія |

## Список міністрів освіти, безперервної освіти і релігії Греції
| Ім'я                       | Початок повноважень | Кінець повноважень | Партія          |
| -------------------------- | ------------------- | ------------------ | --------------- |
| Анна Діамантопулу          | 7 жовтня 2009       | 7 березня 2012     | ПАСОК           |
| Георгіос Бабініотіс        | 7 березня 2012      | 17 травня 2012     | безпартійний    |
| Ангелікі-Ефросіні Кяу      | 17 травня 2012      | 21 червня 2012     | безпартійна     |
| Константінос Арванітопулос | 21 червня 2012      | чинний             | Нова Демократія |